# Al-Ghuwajrijja
Al-Ghuwajrijja (arab. الغويريه) – miasto w północnym Katarze, w prowincji Al-Chaur; 4,8 tys. mieszkańców (2010). Stolica byłej prowincji o tej samej nazwie.